# Epitafium
Epitafium eller epitaf (latiniseret af græsk betyder "ved graven") er en mindetavle, som anbringes ved en grav på en væg i et gravkapel, i en kirke eller på graven. Kendes fra epitafmonumenter i Italien med væggrave i selve kirkerummet. Den døde afbildes ofte på dem. De ældste mindesmærker af denne art er fra 13. århundrede. 
Epitafier er almindelige i renæssancetidens Danmark. Fra reformationstiden kendes en del cirkelrunde træskiver med påmalet våben, indskrifter og billeder, der skal erstatte et rigtigt våbenskjold. I løbet af 1600-tallet verdsliggøres epitafier, og de bibelske billeder bliver sjældnere og erstattes af forherligelser af de døde. De går af mode i løbet af 1700-tallet og forsvandt i oplysningstiden med et forbud mod begravelser i kirken.
Et epitafium kan være et billede af kirkens velgører indrammet af smukke og prangende billedskærerarbejder. I 1576 havde adelen fået forbud mod at efterligne kongens stenskulpturer ved gravmæler. I den kalundborgske Reces 1576 er et generelt forbud mod at: ”Lade gøre nogen begravelse over jorden forhøjet med alabaster eller slig mærkelig bekostning.” I stedet måtte der hænges mindetavler op – epitafier – på kirkevæggen. Nogle adelige havde råd til epitafier af sten, mens borgerskabet måtte nøjes med træ. I begyndelsen afbildedes religiøse motiver eller blot adelige våben, men efter år 1600 gled de motiver gradvist i baggrunden og blev erstattet af portrætter. På epitafierne afbildedes de døde. Både døde hustruer og børn blev føjet ind ved mandens side. Under billedet stod den dødes navn, navne på ægtefæller og børn sammen med et bibelcitat. Epitafierne var betalt af den døde eller giveren og sat op til deres erindring. Undertiden er der en sammenhæng med epitafier og begravelser i selve kirken, som var en almindelig begravelsesform for de rige, fornemme og betydningsfulde. Lugten af de rige begravede gav anledning til udtrykket: de stinkende rige.

## Billedgalleri
- Enkelt epitafium med mindetekst i Solna Kirke
- Pompøst epitafium over Constantin Marselis (1647–1699) i Århus Domkirke udført af Thomas Quellinus
- Malet Epitafium fra Vor Frue kirke i Nyborg - Jens Madsen 1654